# Curtis Bernhardt
Curtis Bernhardt (Worms, Alemanya, 15 d'abril de 1899 - Pacific Palisades, Califòrnia, Estats Units, 22 de febrer de 1981) va ser un director de cinema estatunidenc d'origen alemany. De vegades surt als crèdits com a Kurt Bernhardt.

## Biografia
Va néixer a Worms, Alemanya, amb el nom de Kurt Bernhardt. Alguns dels seus films americans van ser anomenats «pel·lícules de dones» incloent-hi la de Joan Crawford Amor que mata (1947). Bernhardt es va estrenar com a actor a Alemanya, i va actuar al teatre, abans de començar com a director cinematogràfic el 1926. Altres pel·lícules són A Stolen Life (1946) protagonitzada per Bette Davis i Sirocco (1951) protagonitzada per Humphrey Bogart.
Bernhardt va fer cinema a Alemanya de 1925 fins a 1933, quan va fugir del règim nazi perque era jueu. Bernhardt va dirigir pel·lícules a França i Anglaterra abans d'anar a Hollywood a treballar per la Warner Brothers el 1940. Bernhardt va produir i dirigir el seu últim film a Hollywood, Kisses for My President (1964), sobre la primera presidenta, que protagonitzen Polly Bergen i Fred MacMurray.
Va estar casat amb la ballarina i actriu d'origen sud-africà Pearl Argyle.

## Filmografia[4]

### Director
- 1929: Die Frau, nach der Man sich sehnt amb Marlene Dietrich, Fritz Kortner i Frieda Richard
- 1930: L'Homme qui assassine codirigida amb Jean Tarride, amb Jean Angelo, Marie Bell i Gabriel Gabrio
- 1933: Le Tunnel, amb Jean Gabin i Madeleine Renaud
- 1934: L'Or a la rue amb Danielle Darrieux
- 1936: The Beloved Vagabond amb Maurice Chevalier
- 1938: L'Home de la nuit amb Charles Vanel
- 1939: La Nuit de décembre amb Pierre Blanchar
- 1940: My Love Came Back amb Olivia de Havilland
- 1940: Lady with Red Hair amb Miriam Hopkins
- 1943: Happy Go Lucky amb Betty Hutton
- 1945: Retorn a l'abisme (Conflict) amb Humphrey Bogart, Alexis Smith i Sydney Greenstreet
- 1946: A Stolen Life amb Bette Davis, Glenn Ford i Dane Clark
- 1946: Devotion amb Ida Lupino, Paul Henreid i Olivia de Havilland
- 1946: My reputation amb Barbara Stanwyck.
- 1947: Amor que mata (Possessed) amb Joan Crawford, Van Heflin i Raymond Massey
- 1947: High Wall amb Robert Taylor
- 1949: The Doctor and the Girl amb Glenn Ford, Charles Coburn i Janet Leigh
- 1951: Sirocco, amb Humphrey Bogart
- 1951: The Blue Veil amb Jane Wyman, Charles Laughton i Joan Blondell
- 1951: Payment on demand amb Bette Davis
- 1952: The Merry Widow amb Lana Turner, Fernando Lamas i Una Merkel
- 1953: La bella del Pacífic (Miss Sadie Thompson) amb Rita Hayworth, José Ferrer i Aldo Ray
- 1954: Beau Brummel amb Stewart Granger, Elizabeth Taylor i Peter Ustinov
- 1955: Interrupted Melody amb Glenn Ford, Eleanor Parker i Roger Moore
- 1956: Gaby amb Leslie Caron
- 1962: Damon and Pythias amb Guy Williams, Don Burnett i Ilaria Occhini
- 1964: Kisses for My President amb Fred MacMurray

### Productor
- 1937: La Chaste Suzanne d'André Berthomieu

## Premis i nominacions

### Nominacions
- 1936: Copa Mussolini per The Beloved Vagabond
- 1955: Lleó d'Or per Interrupted Melody